# Bianca van der Velden
Bianca Natasja van der Velden (Nijmegen, 10 februari 1976) is een Nederlands synchroonzwemster. Ze nam tweemaal deel aan de Olympische Spelen, maar won hierbij geen medailles.
Van der Velden acteerde in 2004 op de Olympische Spelen van Athene, maar wist de finale net niet te bereiken. In april 2008 wist ze samen met haar tweelingzus, Sonja van der Velden een ticket voor de Olympische Spelen van 2008 in Peking zeker te stellen. Daar behaalde ze de finale wel, maar moest genoegen nemen met een negende plaats.
Sinds 2000 trainen de dames in de Verenigde Staten onder leiding van hun coach en olympisch kampioene Nathalie S. Bartleson.